# Equilibrium? (албум)
Equilibrium? је други студијски албум српског прогресив метал бенда Стратус. 

## Списак песама
1. Ватра
2. Феникс
3. Мој дан
4. Време
5. Паника
6. Equilibrium?
7. Поново сам
8. Пад

## Музичари
- Ненад Јовановић - вокал
- Дарко Константиновић - гитара
- Саша Јанковић - гитара
- Ненад Вукелић - бас гитара
- Славиша Маленовић Пинки - клавијатуре
- Сале Стојковић - бубњеви